# Pacific Airlines
Jetstar Pacific Airlines is een luchtvaartmaatschappij met als basis Internationale Luchthaven Tan Son Nhat (SGN), Ho Chi Minhstad, Vietnam. Het voert nationale passagiers- en vrachtvluchten uit en doet op verzoek regionale chartervluchten. Van 2008 tot 2020 was de vliegmaatschappij onderdeel van Jetstar Airways en stond het bekend onder de naam Jetstar Pacific Airlines.

## Geschiedenis
De luchtvaartmaatschappij is opgericht in 1991 en is actief sedert 1992. Het is een joint venture van zes bedrijven die aangestuurd worden door de staat.
De grootste aandeelhouder was Vietnam Airlines (60%), verdere deelneming Saigon Tourism, Vasco, Sasco en Airimex gezamenlijk 13,51%. Vietnam Airlines' aandeel in het bedrijf is overgedaan naar het ministerie van Financiën van Vietnam, wel blijft er in het bestuur een ex-bestuurslid van Vietnam Airlines zitten.
Het was de eerste luchtvaartmaatschappij die gevormd werd na de introductie van een nieuwe wet in Vietnam die buitenlandse investeringen in de nationale luchtvaartmaatschappijen toestond.
Het is nu in grootte, in Vietnam, de tweede maatschappij, na Vietnam Airlines. (2005)
In 2005, stond het op de rand van een faillissement, door een tekort op de betalingsbalans en oplopende schulden, veroorzaakt door niet-winstgevende projecten.

## Bestemmingen
Pacific Airlines voert lijnvluchten uit naar:
- Đà Nẵng
- Hanoi
- Ho Chi Minhstad
- Hải Phòng
- Nha Trang
- Vinh

### Voormalige bestemmingen
- Kaohsiung, Taiwan
- Taipei, Taiwan
- Hongkong, China
- Macau, China
- Singapore
- Cần Thơ, Vietnam
- Huế, Vietnam

## Vloot
De vloot van Pacific Airlines bestaat uit:(november 2007)
- 5 Boeing B737-400
- 2 Airbus A320-200